# Eames Lounge (670)
De Eames Lounge (670) of Eames Lounge Chair is een ontwerp uit 1956. Charles Eames is met deze stoel, ontworpen samen met zijn echtgenote Ray Kaiser, wereldberoemd geworden. De door Herman Miller Inc. geproduceerde Lounge Chair groeide uit tot statussymbool.
Deze moderne interpretatie van de fauteuil werd gemaakt van gebogen palissander multiplex, het onderstel is van aluminium. De zitting is bekleed met zwart aniline lederen kussens gevuld met schuimrubber. Er is een bijpassende voetenbank, de Ottoman 671. De Eames Lounge 670 heeft een verstelbare rugleuning, de afmetingen van de stoel zijn 84 × 85-91 × 84 cm. In plaats van palissander kan hij ook worden uitgevoerd in kersen- of walnootfineer. In Nederland wordt de Eames Lounge geleverd door Vitra.
De Eames Lounge Chair is ontstaan uit de experimenten die het getalenteerde echtpaar Eames tijdens en na de oorlog deed met het driedimensionaal modelleren van multiplex. In 1940 ontwierp Charles Eames al samen met architect Eero Saarinen een multiplex stoel. Dit Design for an armchair won een van de tien eerste prijzen in de ontwerpprijsvraag van het MoMA: Organic Design in Home Furnishings. De technische kennis die tijdens de oorlog werd opgedaan bij het vervaardigen van beenspalken werd door hen vertaald naar nog geavanceerdere meubelontwerpen van dit materiaal.
Ondanks de onorthodoxe combinatie van multiplex, aluminium en leer, is de stoel uitgegroeid tot het boegbeeld van luxe en comfort en behoort tot de belangrijkste meubelontwerpen van de twintigste eeuw. Niet alleen nieuw, maar ook tweedehands is de stoel veelgevraagd.
Ter ere van het vijftigjarig bestaan is een boek uitgekomen, The Eames Lounge Chair. Het boek is geheel gewijd aan één stoel. Het is de eerste grondige casestudy van een Amerikaanse designklassieker uit de vorige eeuw. Een team van designexperts heeft zich over het vooruitstrevende ontwerp gebogen. De culturele, historische en sociale context van de Lounge Chair worden onder de loep genomen, de invloed op de meubelgeschiedenis, maar ook de productie wordt beschreven.

## Publicatie
- 2006 - The Eames Lounge Chair, door Martin Eidelberg, Thomas Hine, Pat Kirkham, David Hanks, C. Ford Peatross (Engelstalig)

## Trivia
- Bij het vijftigjarig bestaan van de stoel werd in Nederland een speciale jubileumuitgave uitgebracht van 999 gecertificeerde exemplaren. De “Lounge chair & Ottoman 50th anniversary edition” kostte € 7680 (in 2006), voor een tweedehands exemplaar werd in dezelfde periode een kwart tot de helft van deze prijs gevraagd.